# Tricyphona penai
Tricyphona (Tricyphona) penai là một loài ruồi trong họ Pediciidae. Chúng phân bố ở vùng Tân nhiệt đới.